# Klondike (Miniserie)
Klondike ist eine US-amerikanische historische Miniserie, die in Eigenproduktion von Discovery Channel entwickelt wurde und auf wahren Begebenheiten beruht. Die US-Ausstrahlung fand vom 20. bis zum 22. Januar 2014 statt. Die deutsche Variante wurde erstmals vom 12. bis zum 17. November 2014 beim Pay-TV-Sender TNT Serie gezeigt. Im Free-TV lief die Serie in zwei Teilen zu je drei Episoden am 8. und 9. Januar 2015 bei VOX. Die Serie basiert auf dem Buch Gold Diggers: Striking it Rich in the Klondike der Kanadierin Charlotte Gray.

## Handlung
Die beiden Hauptfiguren Bill Haskell und Byron Epstein, Freunde seit ihrer Kindheit, verfallen Ende des 19. Jahrhunderts dem Goldrausch und ziehen ins Yukon-Territorium nach Dawson City. Die ersten Probleme und Abenteuer lassen nicht lange auf sich warten; die beiden haben mit den harten Umweltbedingungen, den Eingeborenen und skrupellosen Stadtbewohnern zu kämpfen. Dramatisch wird es für Bill, als Byron von einem Unbekannten erschossen wird und er sich seinen Claim mit der schönen Geschäftsfrau Belinda Mulrooney teilen muss.
Belinda Mulrooney, Superintendent Sam Steele, Soapy Smith, Father William Judge, Joe Meeker und Jack London sind historische Figuren.

## Besetzung und Synchronisation
Die deutsche Synchronisation entstand unter der Dialogregie von Benedikt Rabanus durch die Synchronfirma Film- & Fernseh-Synchron in München.
| Rollenname        | Schauspieler      | Synchronsprecher     |
| ----------------- | ----------------- | -------------------- |
| Bill Haskell      | Richard Madden    | Stefan Günther       |
| Byron Epstein     | Augustus Prew     | Benedikt Weber       |
| Belinda Mulrooney | Abbie Cornish     | Kathrin Gaube        |
| Soapy Smith       | Ian Hart          | Gerald Schaale       |
| Der Count         | Tim Roth          | Udo Schenk           |
| Jack London       | Johnny Simmons    | Johannes Raspe       |
| Goodman           | Greg Lawson       | Gerhard Jilka        |
| Sabine            | Conor Leslie      | Gabrielle Pietermann |
| Father Judge      | Sam Shepard       | Frank Glaubrecht     |
| Joe Meeker        | Tim Blake Nelson  | Stefan Lehnen        |
| Beckett           | Nicholas Campbell | Ekkehardt Belle      |